# Monolith Soft
Monolith Soft, Inc. (株式会社モノリスソフト Kabushiki-Gaisha Monorisu Sofuto?) y operando como MONOLITHSOFT, es una compañía desarrolladora de videojuegos con sede en Tokio, Japón. Originalmente era propiedad de Namco (más tarde Bandai Namco) hasta que fuera adquirida por Nintendo en 2007. La compañía fue fundada en 1999 por Tetsuya Takahashi con el apoyo y la cooperación de Masaya Nakamura, fundador de Namco. Su primer proyecto fue la serie Xenosaga, un sucesor espiritual de la serie Xenogears desarrollados por Square. Varios miembros del personal de Square se unirían a Takahashi en MONOLITHSOFT, incluidos Hirohide Sugiura y Yasuyuki Honne.

## Historia

### Orígenes
Monolith Soft fue fundada por Tetsuya Takahashi, un desarrollador que había trabajado anteriormente en Nihon Falcom y más tarde en Square, la cual más tarde se fusionaría con Enix, dando lugar a  Square Enix en 2003. Mientras estaba en Square, Takahashi y su esposa Kaori Tanaka (también conocida como Soraya Saga) contribuirían al desarrollo de múltiples juegos, incluidas entregas de la saga Final Fantasy. Después de su trabajo en Final Fantasy VI, Takahashi y Tanaka crearon una propuesta para Final Fantasy VII; aunque se consideraba demasiado oscura para la serie de Final Fantasy, se les permitió desarrollarlo como su propio proyecto titulado Xenogears. La ambición y el impulso de Takahashi llevaron al creador de Final Fantasy, Hironobu Sakaguchi, entonces vicepresidente ejecutivo de Square, a nombrarlo como director. Takahashi también escribió el guion con Tanaka. Tras el lanzamiento de Xenogears, Takahashi no quedó satisfecho con el enfoque comercial de Square en ese momento, que priorizaba principalmente la serie Final Fantasy. Esto dejó a Takahashi sin fondos ni espacio creativo para desarrollar más proyectos independientes o continuar la saga Xenogears.
En 1999, Takahashi habló con Hirohide Sugiura, quien también había trabajado en Square y comenzaba a sentirse frustrado por la falta de libertad creativa. Después de discutir el asunto, los dos decidieron crear su propia empresa y dedicarse a los proyectos que querían crear. Al planificar su nueva empresa, Takahashi y Sugiura decidieron que necesitaban una editorial con presencia sustancial en el mercado que los ayudara en lugar de ser un estudio independiente. Takahashi y Sugiura se acercaron a varias empresas en busca de apoyo, pero la mayoría de las empresas con las que contactaron rechazaron rotundamente su oferta porque creían que Monolith Soft debería ser una empresa independiente. Sin embargo, Namco estaba interesada en invertir en Monolith Soft como una subsidiaria dedicada, mientras manejaban la logística y el marketing para que el personal principal pudiera concentrarse en el desarrollo de videojuegos. Un importante partidario de Monolith Soft fue el fundador de Namco, Masaya Nakamura, quien compartía muchos de los objetivos e ideales de Takahashi y Sugiura. Monolith Soft es conocida como parte de un grupo de compañías de videojuegos, junto con Sacnoth, Love-de-Lic y Mistwalker, fundadas por personal de Square que habían trabajado en notables juegos producidos durante la década de 1990. La empresa fue fundada oficialmente el 1 de octubre de 1999 por Takahashi, Sugiura y Yasuyuki Honne, quien había trabajado en Square tanto en la serie Chrono como con Takahashi en Xenogears. Las oficinas de la empresa tenían su sede originalmente en Yokohama.

### 2000

#### Era Namco
El primer proyecto de Monolith Soft fue Xenosaga Episodio I, un videojuego de rol (RPG) para PlayStation 2. Xenosaga fue un sucesor espiritual de Xenogears; El desarrollo comenzó en el 2000, cuando se había reunido suficiente personal, y duró aproximadamente dos años. Al igual que con Xenogears, el guion del juego fue escrito por Takahashi y Tanaka, quienes planearon la serie Xenosaga como una hexalogía. En 2001, el productor de Namco, Shinji Noguchi y Tadashi Nomura de Monolith Soft concibieron una nueva IP para GameCube sin conexión con Xenosaga titulado Baten Kaitos: Eternal Wings and the Lost Ocean, el desarrollo comenzó seis meses después de que se formara el concepto, con Honne actuando como director. El personal de desarrollo de juegos de la compañía ahora estaba dividido entre la serie Xenosaga y Baten Kaitos, este último un proyecto impulsado por los desarrolladores más jóvenes de Monolith Soft. Baten Kaitos fue desarrollado conjuntamente con tri-Crescendo, lo que surgió debido a que ambos enviaron diseños a Namco, lo que sugirió que trabajaran juntos en el proyecto. En 2003, el entonces director ejecutivo de Nintendo se acercó a Honne, Satoru Iwata habló sobre el desarrollo de una nueva entrega de la serie Mother para GameCube. Honne creó un discurso con el tema de una "recreación de estilo fieltro de los Estados Unidos de los 80", pero la idea fue firmemente rechazada por el creador de la serie, Shigesato Itoi.

## Juegos desarrollados
| Año  | Título                                              | Plataforma (as)      | Editor                             | Notas                                                   |
| ---- | --------------------------------------------------- | -------------------- | ---------------------------------- | ------------------------------------------------------- |
| 2002 | Xenosaga Episode I: Der Wille zur Macht             | PlayStation 2        | Namco                              |                                                         |
| 2003 | Xenosaga: Episode I: Reloaded                       | PlayStation 2        | Namco                              |                                                         |
| 2003 | Baten Kaitos: Eternal Wings and the Lost Ocean      | GameCube             | Namco                              | Desarrollado en conjunto con tri-Crescendo.             |
| 2004 | Xenosaga Episode II: Jenseits von Gut und Böse      | PlayStation 2        | Namco SCE (EU)                     |                                                         |
| 2004 | Xenosaga: Pied Piper                                | Dispositivos móviles | Namco                              | Desarrollado en conjunto con Tom Create y Namco Mobile. |
| 2005 | Namco × Capcom                                      | PlayStation 2        | Namco (JP)                         |                                                         |
| 2006 | Baten Kaitos Origins                                | GameCube             | Nintendo                           | Desarrollado en conjunto con tri-Crescendo.             |
| 2006 | Xenosaga I & II                                     | Nintendo DS          | Namco (JP)                         | Desarrollado en conjunto con Tom Create.                |
| 2006 | Xenosaga Episode III: Also sprach Zarathustra       | PlayStation 2        | Namco Bandai Games                 |                                                         |
| 2008 | Soma Bringer                                        | Nintendo DS          | Nintendo (JP)                      |                                                         |
| 2008 | Super Robot Taisen OG Saga: Endless Frontier        | Nintendo DS          | Namco Bandai Games (JP) Atlus (NA) | Desarrollado en conjunto con Banpresto.                 |
| 2008 | Disaster: Day of Crisis                             | Wii                  | Nintendo                           |                                                         |
| 2009 | Dragon Ball Z: Attack of the Saiyans                | Nintendo DS          | Namco Bandai Games                 |                                                         |
| 2010 | Super Robot Taisen OG Saga: Endless Frontier Exceed | Nintendo DS          | Namco Bandai Games (JP)            |                                                         |
| 2010 | Xenoblade Chronicles                                | Wii                  | Nintendo                           |                                                         |
| 2012 | Project X Zone                                      | Nintendo 3DS         | Namco Bandai Games                 | Desarrollado en conjunto con Banpresto.                 |
| 2015 | Xenoblade Chronicles X                              | Wii U                | Nintendo                           |                                                         |
| 2015 | Project X Zone 2                                    | Nintendo 3DS         | Bandai Namco Entertainment         |                                                         |
| 2017 | Xenoblade Chronicles 2                              | Nintendo Switch      | Nintendo                           |                                                         |
| 2018 | Xenoblade Chronicles 2: Torna – The Golden Country  | Nintendo Switch      | Nintendo                           | Expansión de Xenoblade Chronicles 2.                    |
| 2020 | Xenoblade Chronicles: Definitive Edition            | Nintendo Switch      | Nintendo                           | Remasterización del videojuego lanzado en 2010.         |
| 2022 | Xenoblade Chronicles 3                              | Nintendo Switch      | Nintendo                           |                                                         |
| 2023 | Xenoblade Chronicles 3: Future Redeemed             | Nintendo Switch      | Nintendo                           | Expansión de Xenoblade Chronicles 3.                    |

## Trabajo contractual adicional
| Año  | Título                                     | Plataforma (as)       | Editor      |
| ---- | ------------------------------------------ | --------------------- | ----------- |
| 2006 | Dirge of Cerberus: Final Fantasy VII       | PlayStation 2         | Square Enix |
| 2008 | Super Smash Bros. Brawl                    | Nintendo Wii          | Nintendo    |
| 2011 | The Legend of Zelda: Skyward Sword         | Nintendo Wii          | Nintendo    |
| 2012 | Animal Crossing: New Leaf                  | Nintendo 3DS          | Nintendo    |
| 2013 | Pikmin 3                                   | Wii U                 | Nintendo    |
| 2013 | The Legend of Zelda: A Link Between Worlds | Nintendo 3DS          | Nintendo    |
| 2015 | Splatoon                                   | Wii U                 | Nintendo    |
| 2015 | Animal Crossing: Happy Home Designer       | Nintendo 3DS          | Nintendo    |
| 2017 | The Legend of Zelda: Breath of the Wild    | Nintendo Switch Wii U | Nintendo    |
| 2017 | Splatoon 2                                 | Nintendo Switch       | Nintendo    |
| 2022 | Splatoon 3                                 | Nintendo Switch       | Nintendo    |
| 2023 | The Legend of Zelda: Tears of the Kingdom  | Nintendo Switch       | Nintendo    |